# Setodes punctatus
Setodes punctatus är en nattsländeart som först beskrevs av Fabricius 1793.  Setodes punctatus ingår i släktet Setodes och familjen långhornssländor. Enligt den svenska rödlistan är arten sårbar i Sverige. Arten förekommer i Götaland. Artens livsmiljö är sjöar och vattendrag, våtmarker. Inga underarter finns listade i Catalogue of Life.